# Patrice de Nussac
Patrice de Nussac, né le 10 janvier 1942 à Casablanca et mort le 15 février 2019 à Saint-Martin-de-Valgalgues,, est un ancien journaliste, critique de cinéma et de variétés et critique gastronomique français.

## Famille
La famille de Nussac est une famille d'ancienne bourgeoisie du Limousin, originaire d'Uzerche. Le nom patronymique de la famille de Nussac a varié au cours des siècles de Goudrias aux Nussac. Cette famille est issue de Pierre Goudrias, mort avant 1776, docteur en médecine, bourgeois d'Uzerche. Bernard Goudrias de Clary, mort en 1818, était président trésorier et grand voyer au Bureau des Finances du Limousin. Antoine François Goudrias de Clary de Nussac (1782-1829) était lieutenant d'infanterie.
Fils de Paul de Clarix de Nussac, administrateur colonial, et de Gilberte Laroubine, Patrice de Nussac est le frère de la journaliste de danse Sylvie de Nussac (1932-2022), le petit-fils de l’historien de la Corrèze et bibliothécaire du muséum d’histoire naturelle Louis de Nussac et du colonel Jean-Baptiste Laroubine, officier de justice militaire et commissaire du gouvernement lors du procès ayant suivi l'assassinat de l'amiral de la flotte François Darlan. Il est également l'’arrière-petit-neveu du photographe de la Creuse Alphonse de Nussac (1858-1940).

## Biographie
Durant les années 1970 et 1980, Patrice de Nussac collabore à France-Soir, au quotidien Le Journal du dimanche et à l'hebdomadaire VSD.
En 1988, il apparaît comme acteur campant son propre rôle (de journaliste) dans une comédie sentimentale, Les cigognes n'en font qu'à leur tête. Il est retraité depuis 2002.

## Violente polémique avec Patrick Dewaere
En 1980, Patrice de Nussac est critique cinéma du Journal du dimanche. Il entretient alors des relations amicales avec l’acteur Patrick Dewaere. En dépit de la promesse de ne pas révéler publiquement le mariage de l’acteur, le journaliste publie un grand article sur le sujet quelques jours plus tard. L’acteur se dit trahi et, après avoir frappé Patrice de Nussac d'un coup de poing, fait l'objet d'un véritable boycott de la presse et des médias : plus aucune interview n'est réalisée et son nom est réduit à ses initiales (P. D.) voire oublié dans la distribution d'un film. Les producteurs éprouveront même quelques réticences à employer Patrick Dewaere.